# كارلسون غراسي
كارلسون غراسي (بالبرتغالية: Carlson Gracie؛ مواليد 13 أغسطس 1932 – 1 فبراير 2006) كان ممارسًا الجيو جيتسو البرازيلية. وهو أحد أفراد عائلة غراسي، وكان الابن الأكبر لكارلوس غراسي، وابن شقيق هيليو غراسي، مؤسسي غراسي جيو جيتسو.